# Al-Shamal Sports Club
El Al-Shamal Sports Club (en árabe: نادي الشمال الرياضي) es un club de fútbol de la ciudad de Madinat ash Shamal (Catar). Fue fundado en 1980 y juega en la Qatar Stars League,  máxima categoría del fútbol catari.

## Historia
El equipo fue fundado en 1980. En 1996 gana la Copa Sheikh Jassem.
En el año 2022, la Selección Alemana. Utilizó su estadio para entrenarse de cara a la Copa Mundial 2022.

## Uniforme
- Uniforme titular: Camiseta roja, pantalón blanco y medias rojas.
- Uniforme alternativo: Camiseta, pantalón y medias blancas.

## Palmarés
- 1 Copa Sheikh Jassem (1996)